# Gerhard Abstreiter
Gerhard Abstreiter (Allershausen, 27 de noviembre de 1946) es un físico y educador alemán. 

## Biografía
Se desempeña como profesor de física en la Universidad Técnica de Munich (TUM), ostentando el más alto honor de la universidad, el Emérito de Excelencia y también es un distinguido profesor visitante en la Universidad de California en Santa Bárbara. De 1987 a 2015 fue profesor titular en la TUM y también, en 2010 y 2011, profesor visitante distinguido en la Universidad de Tokio. Es miembro de la Sociedad Estadounidense de Física, de la Academia Bávara de Ciencias y Humanidades y de Acatech.
Ganó la Medalla y el Premio Max Born en 1998.